# Martonvásár
Martonvásár is een plaats (város) en gemeente in het Hongaarse comitaat Fejér. Martonvásár telt 5275 inwoners (2001).

## Beethoven
In Martonvásár ligt het voormalige landgoed Brunswick met daarop Slot Brunswick. Componist Ludwig van Beethoven was een vriend van Franz Brunswick. Beethoven bezocht Martonvásár in 1800. Ter ere van de componist is in een vleugel van het neogotische landhuis het Beethoven-herdenkingsmuseum ingericht, een klein museum. In de tuin staan standbeelden van Beethoven en op een eiland in de grote vijver is een podium waar 's zomers vaak concerten worden gegeven.

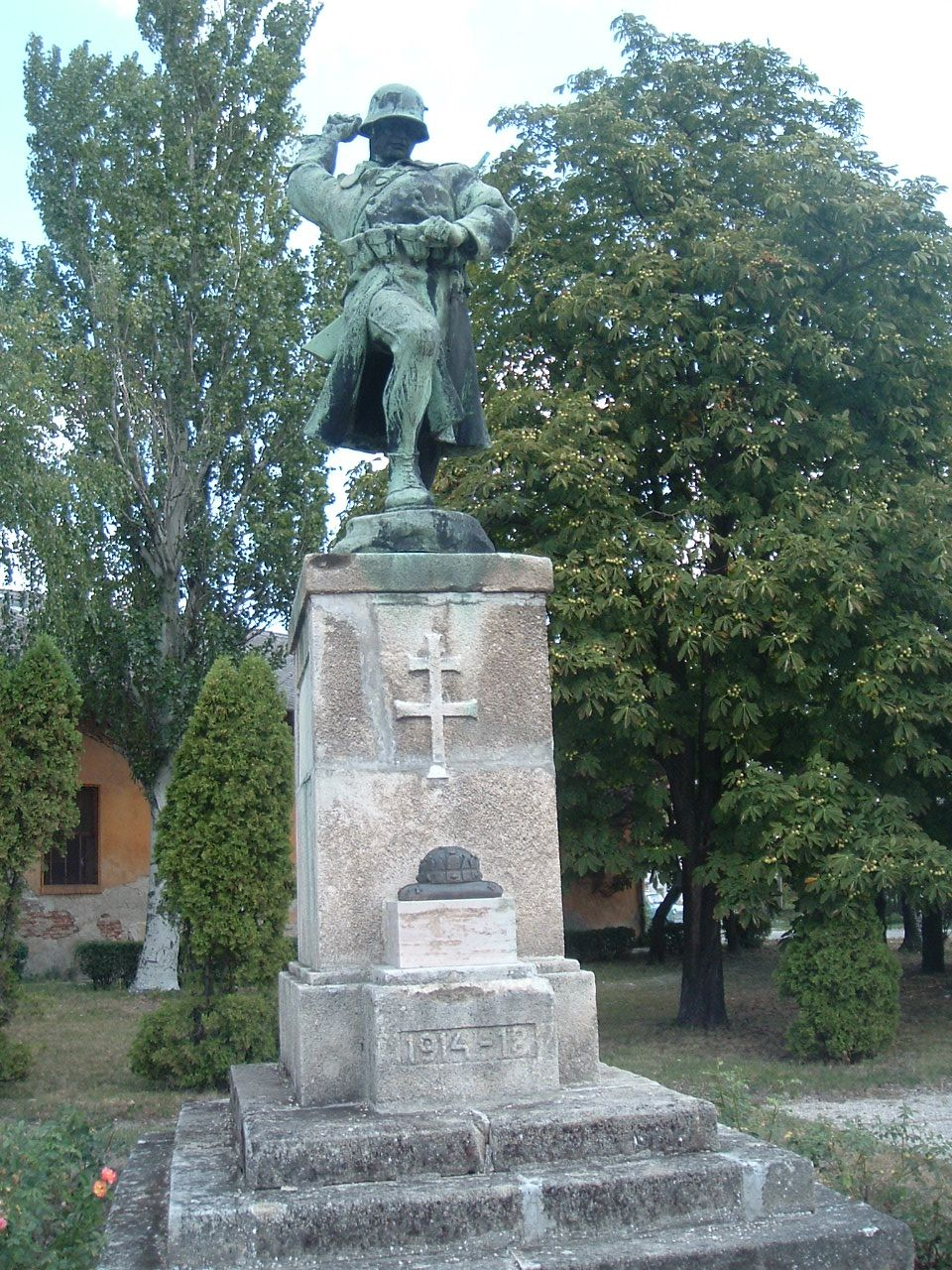
Monument voor de gevallenen in de Eerste Wereldoorlog
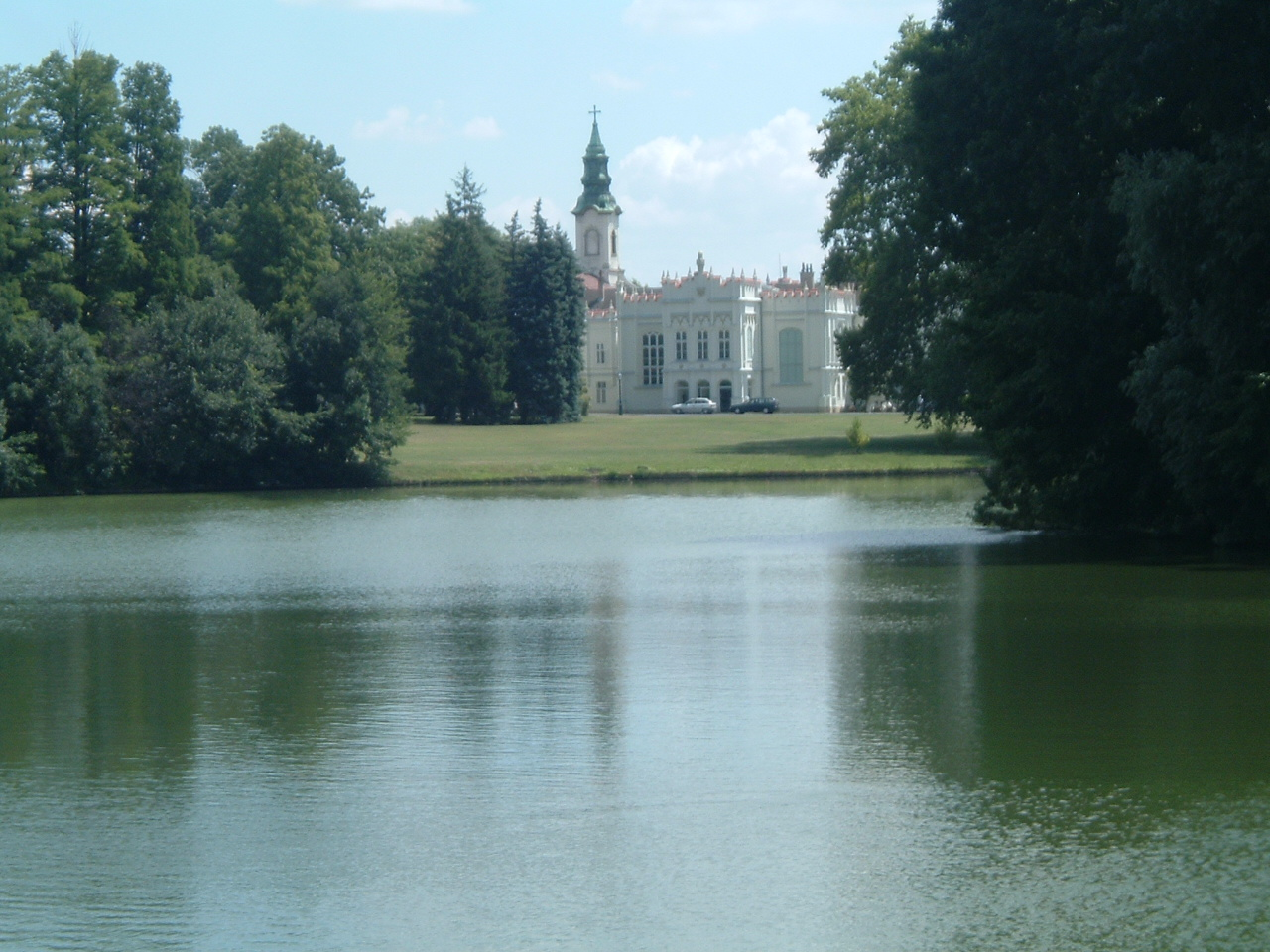
Landgoed Brunswick
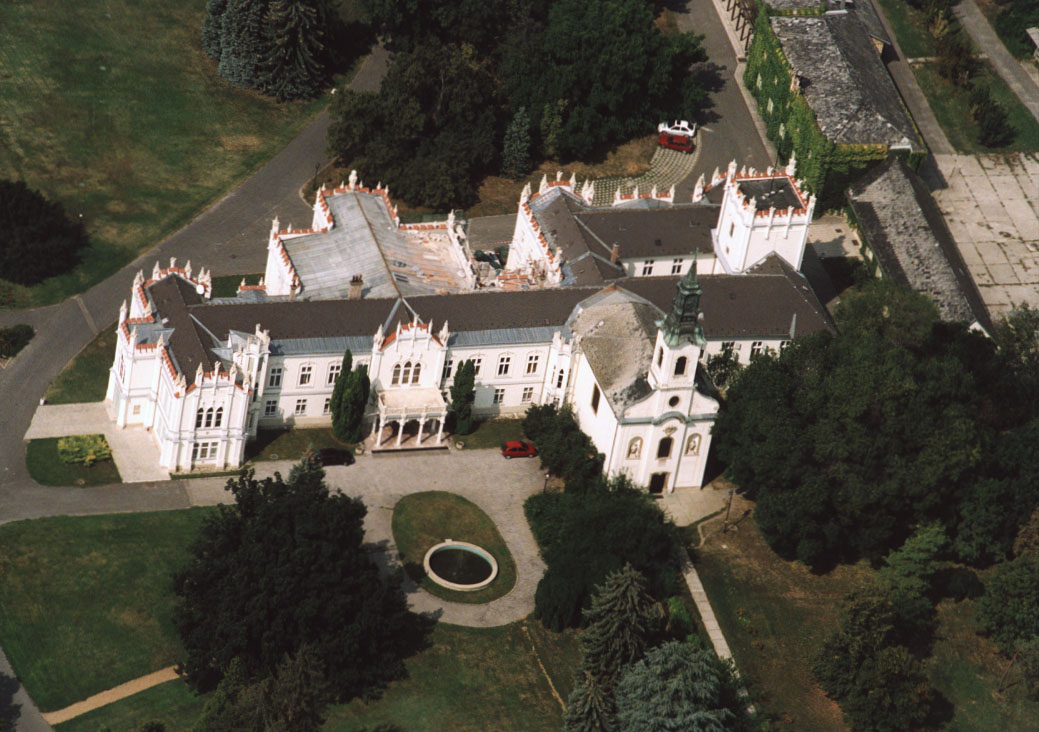
Slot Brunswick